# Morpheusz
Morpheusz (grafisch: MorPheuSz) is een grotendeels Nederlandse muziekgroep, die een combinatie brengt van elektronische muziek uit de Berlijnse School en (progressieve) rockmuziek in de stijl van Mike Oldfield. Een vergelijking met Tangerine Dream met Edgar Froese op gitaar uit de jaren 70 benadert MorPheuSz het dichtst. MorPheuSz is genoemd naar de Griekse god Morpheus en kwam tot stand op 17 juli 2010 tijdens een tuinfeest.
De basis van MorPheuSz is het duo M.O.R.E., bestaande uit Ron Boots en Eric van der Heijden. Beiden bespelen allerlei toetsinstrumenten en gebruiken elektronica. Voor zijn soloalbums en optredens schakelt Boots regelmatig bevriende musici in om zijn muziek te verlevendigen. In het geval van zijn album Derby! waren dat Harold van der Heijden en Frank Dorittke, die nu ook deel uitmaken van MorPheuSz.
In september 2010 verscheen het eerste album, Days of delirium and nocturnal nightmares, met als vermelding "Chapter one". Chapter two staat voor het voorjaar van 2012 in de planning.
In maart 2011 wordt MorPheuSz bij de Duitse Schallwelle-verkiezingen tot Bester Künstler/Band international
verkozen. Ook werd hun eerste cd, Days of delirium and nocturnal nightmares, uitgeroepen tot Beste CD international.

## Discografie
- 2010: Days of delirium and nocturnal nightmares
- 2011: Garden gnomes and goblins
- 2011: From the forgotten rooms of a lonely house
- 2014: Tantalizing thoughts at the dawn of dreams